# Gaultheria shallon
Gaultheria shallon, también conocida en inglés como gaultheria o salal, es una especie de arbusto de la familia Ericaceae, nativa del oeste de Norteamérica. 

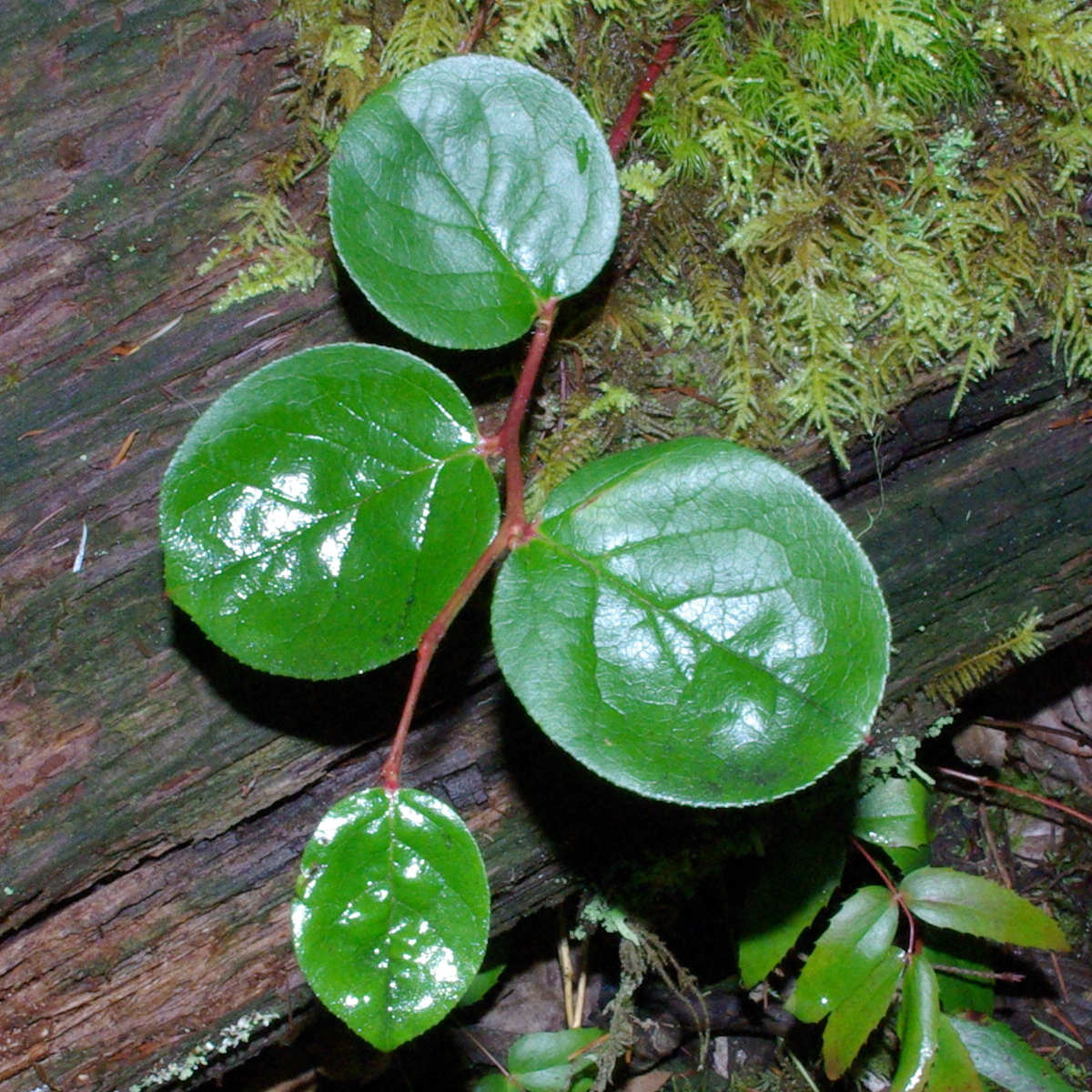
Detalle de las hojas

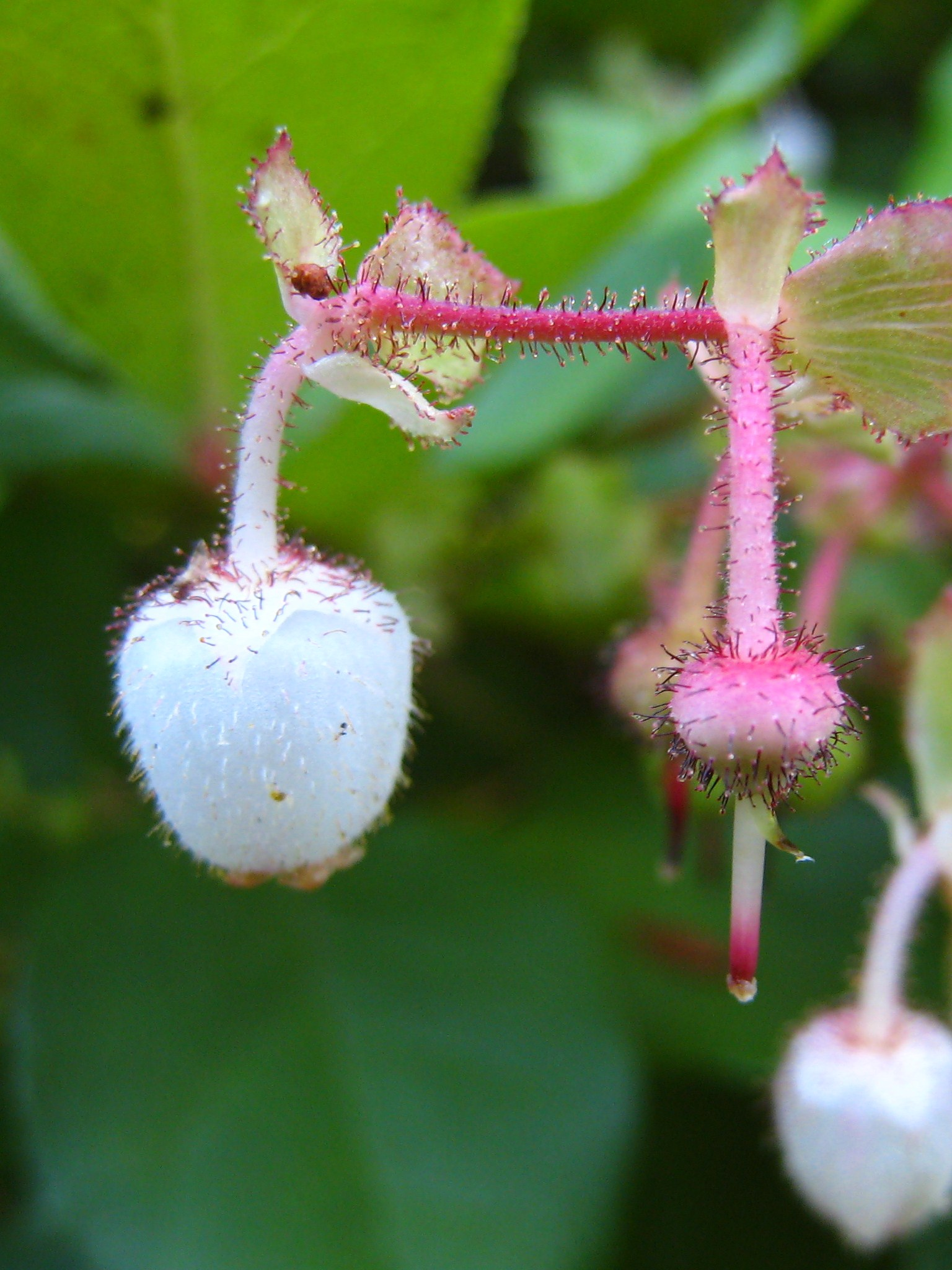
Detalle de la flor

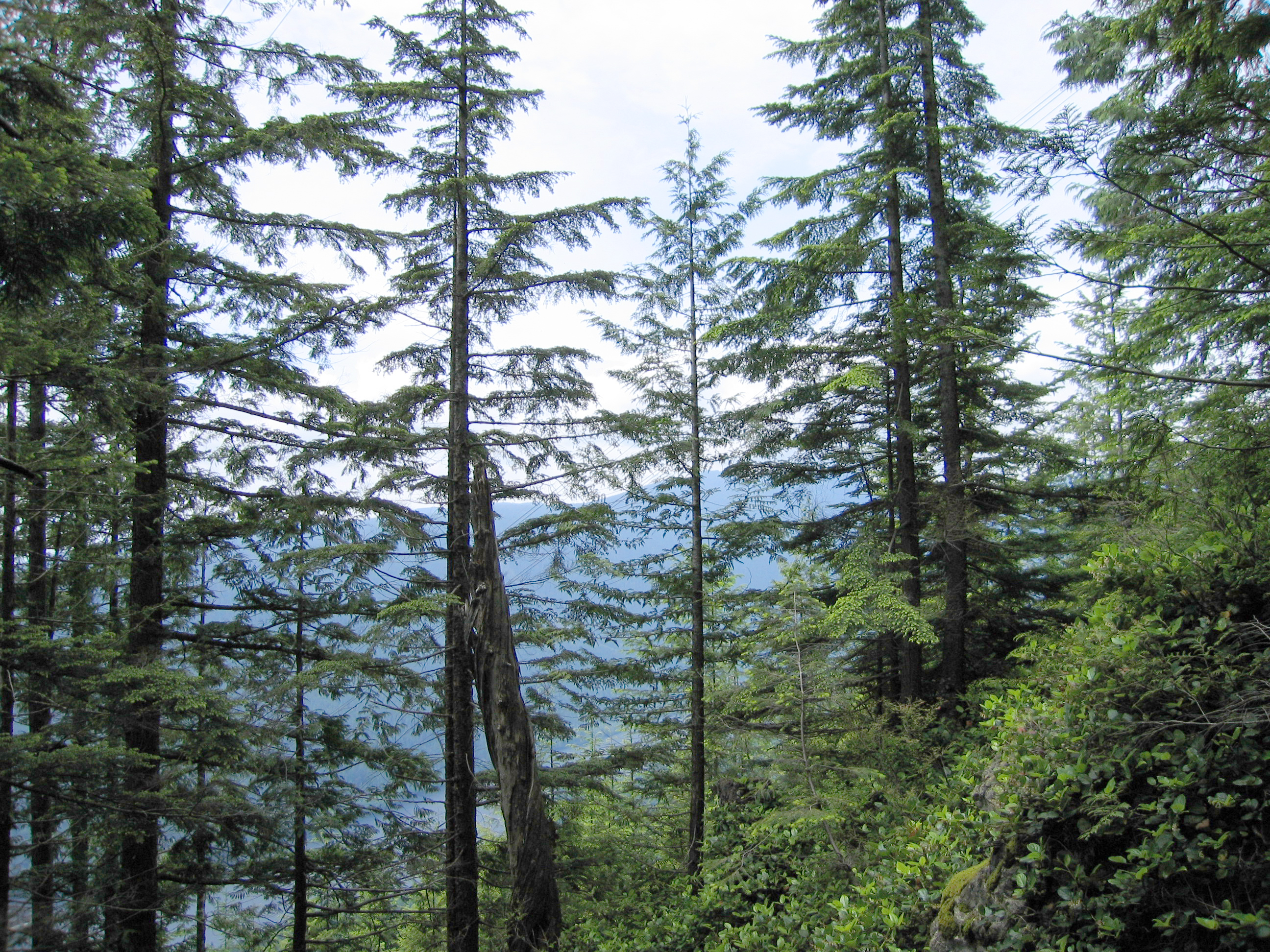
Hábitat

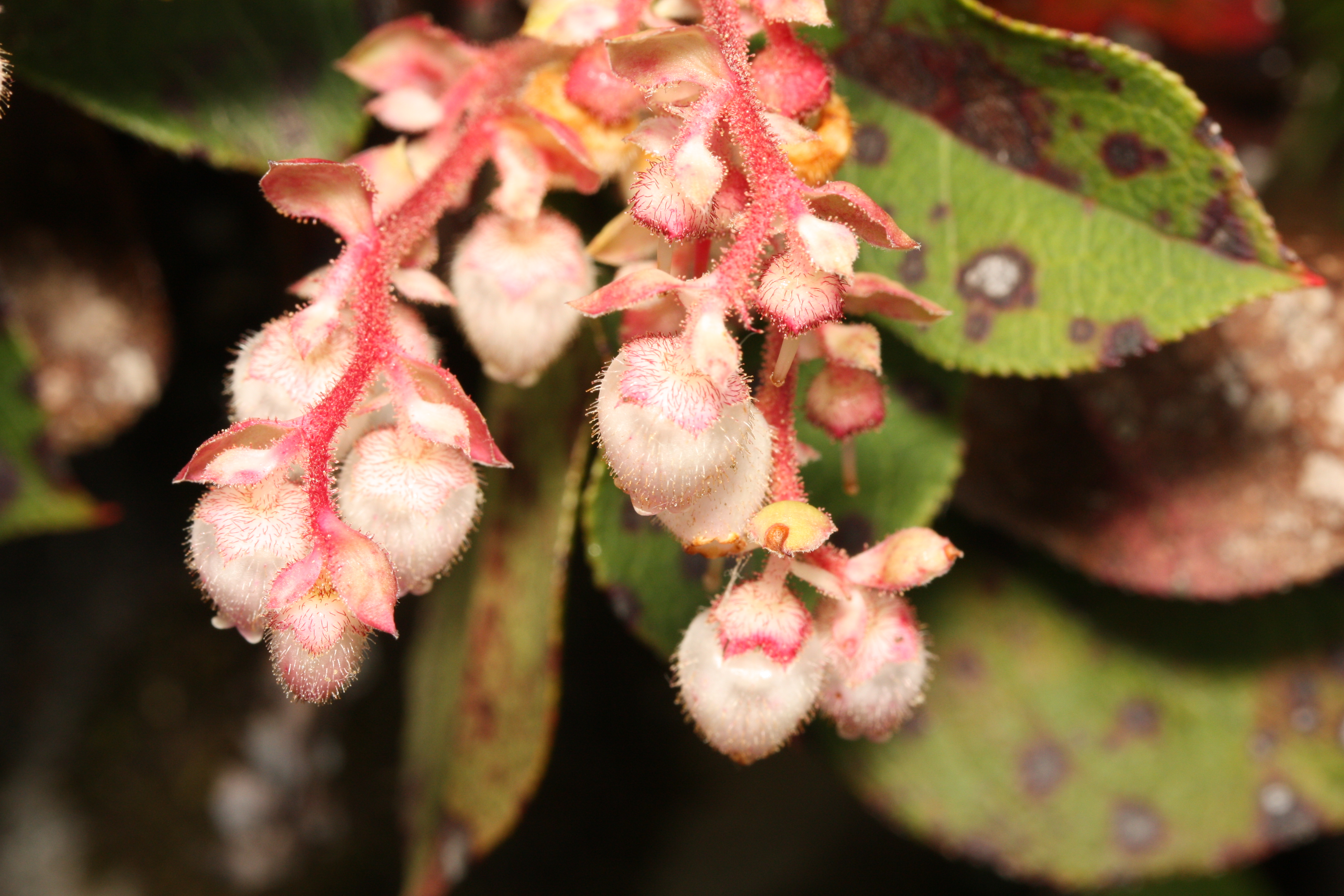
Inflorescencia

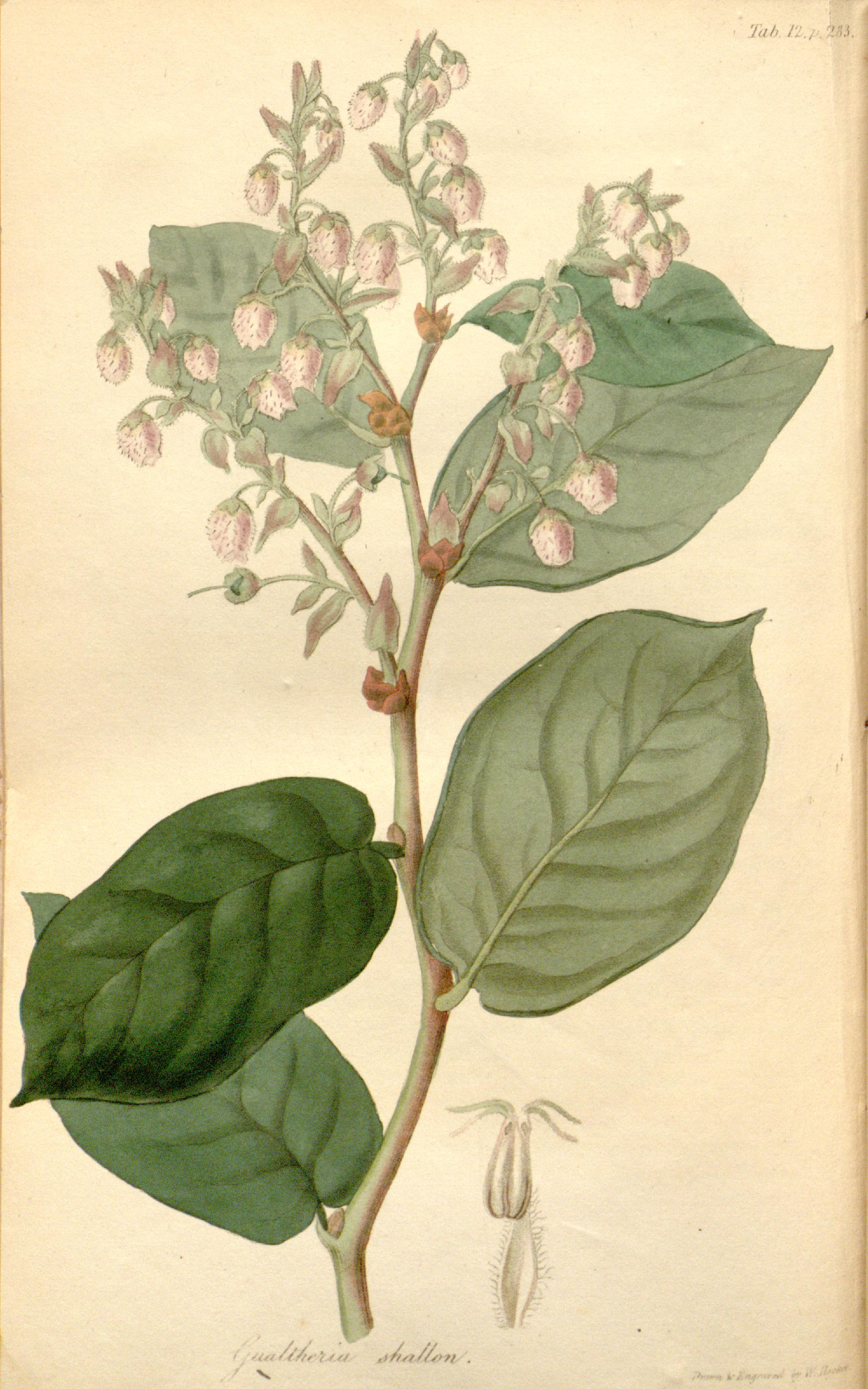
Ilustración

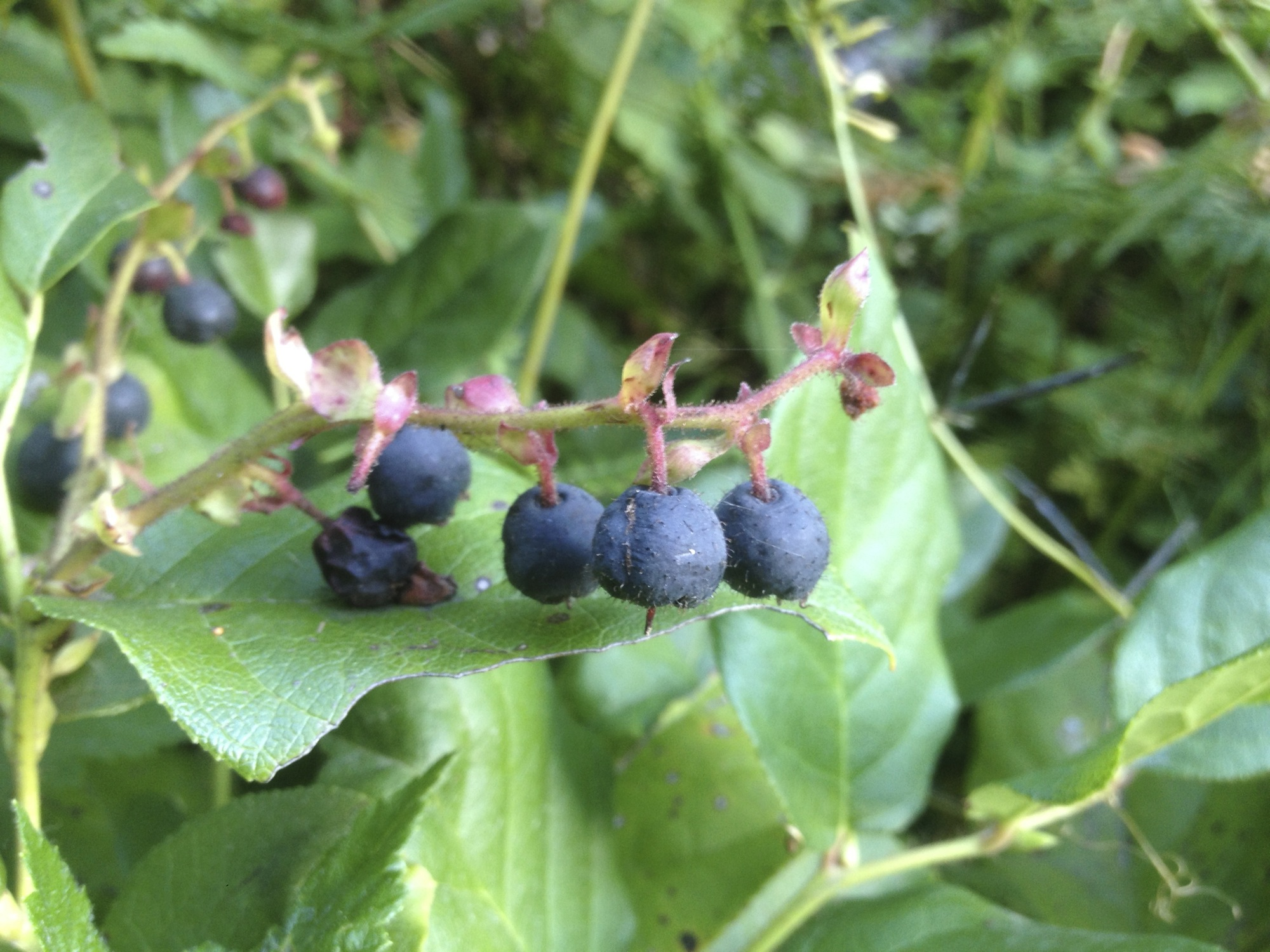
Frutos

## Descripción
Gaultheria shallon alcanza un tamaño de 0,2 a 5 metros de altura, extendida a erecta. Perennifolia, con hojas gruesas y duras, en forma de huevo de color verde brillante y oscuro el haz y de color verde áspero y más claro en el envés. Cada hoja finamente aserrada y de 5 a 10 centímetros de largo. La inflorescencia consiste en un racimo con 5 a 15 flores en los extremos de las ramas. Las flores de color rojizo a azul, de superficie áspera; fruta peluda, comestible, casi esférica, de 6 a 10 milímetros de diámetro.

## Ecología
Gaultheria shallon es tolerante del sol y la sombra a altitudes moderadas. Se trata de una especie del sotobosque de los bosques de coníferas y pueden abarcar grandes extensiones. En las zonas costeras, puede formar matorrales densos y casi impenetrables. Crece hasta el norte de la isla de Baranof, Alaska. El roble venenoso pacífico es un socio común en su hábitat de la costa de California.

## Usos y Propiedades

### Alimenticios
Sus oscuras bayas azules (en realidad sépalos hinchados) y hojas jóvenes son comestibles y son eficaces como supresores del apetito, ambos con un sabor único. La bayas de Gaulteria eran un recurso alimenticio importante para los pueblos nativos, que comían estos frutos silvestres directamente frescos y/o posteriormente secos en diversas preparaciones. También fueron utilizadas como un edulcorante y en Haida se ha utilizado para espesar huevos de salmón. Las hojas de la planta también se utiliza a veces para dar sabor a la sopa de pescado.
Más recientemente, las bayas se utilizan localmente en la preparación de mermeladas, confituras y pasteles. A menudo se combina con la uva de Oregón o Mahonia, porque la acidez de esta última es parcialmente tapada por el dulzor suave de este fruto.

### Propiedades medicinales
Gaultheria shallon ha sido utilizada por sus propiedades medicinales por los indígenas locales por las generaciones. Los usos medicinales de esta planta no son ampliamente conocidos o usados. Sin embargo, las hojas tienen un efecto astringente, por lo que es un eficaz antiinflamatorio y anti- calambres. Mediante la preparación de las hojas en un té o tintura, se puede tomar la hierba para disminuir la inflamación interna, tales como inflamación de la vejiga, el estómago o las úlceras duodenales, acidez estomacal, indigestión, inflamación de los senos, diarrea, fiebre moderada, garganta inflamada / irritada y dolores menstruales . Una cataplasma de las hojas puede ser utilizado externamente para aliviar las molestias de las picaduras de insectos y picaduras.

## Cultivo

### América
En el noroeste del Pacífico, la recolección de Gaultheria shallon es el centro de una gran industria que suministra árboles de hoja perenne de corte en todo el mundo para su uso en arreglos florales. Se utiliza en jardines de plantas nativas.

### Europa
Gaultheria shallon fue introducida en Gran Bretaña en 1828 por David Douglas, quien pretendía que la planta se utilizara como ornamental. Allí, por lo general se conoce como shallon, o, más comúnmente, simplemente Gaultheria , y se cree que se han plantado como cobertura en las plantaciones de tiro de faisanes. Coloniza fácilmente las landas y los hábitats forestales ácidos en el sur de Inglaterra, a menudo formando rodales de hoja perenne muy altos y densos que asfixian a otros tipos de vegetación. Aunque los administradores de brezales lo consideran como una maleza que solo da problemas en brezales no administrados, es fácilmente pstoreado por el ganado (especialmente en invierno), por lo que la gestión del pastoreo tradicional ha restaurado los densos matorrales y los rompen y la planta se convierte en un componente más disperso de la vegetación de brezal.

## Taxonomía
Gaultheria shallon fue descrita por Frederick Traugott Pursh y publicado en Flora Americae Septentrionalis; or, . . . 1: 283–284, pl. 12. 1814[1813].
Etimología
Gaultheria: nombre genérico otorgado por Pehr Kalm por su guía en Canadá, y compañero botánico Jean François Gaultier.
shallon: epíteto de salal y shallon presumiblemente de origen nativo americano del Chinook Jargon sallal, y más tarde de la pronunciación nativa que fue recogida por Lewis y Clark como "shelwel, shellwell".
Sinonimia
- Brossaea shallon (Pursh) Kuntze
- Shallonium serrulatum Raf.[9]